# Olympia Theater and Office Building
El Olympia Theater and Office Building (conocido también como Gusman Center for the Performing Arts) es un teatro histórico ubicado en Miami, Florida. El Olympia Theater and Office Building se encuentra inscrito  en el Registro Nacional de Lugares Históricos desde el 8 de marzo de 1984.  

## Ubicación
El Olympia Theater and Office Building se encuentra dentro del condado de Miami-Dade en las coordenadas 25°46′25″N 80°11′27″O / 25.773611, -80.190833.

## Evento destacado
El cantante Elvis Presley ofreció durante dos días un total de siete shows, siendo el primero de ellos el día 3 de agosto de 1956. Al igual que ya había sucedido con anterioridad, Elvis actuó en medio de escenas de fanáticos alborotados y abandonó un espectáculo con los pantalones completamente rotos. 
Durante esos shows Elvis solía estar acompañado mayoritariamente de los músicos Scotty Moore en la guitarra, Bill Black en contrabajo, D. J. Fontana en batería y el grupo vocal The Jordanaires en los coros.